# Tanarthrus eximius
Tanarthrus eximius es una especie de coleóptero de la familia Anthicidae.

## Distribución geográfica
Habita en México y Baja California en (Estados Unidos).